# Polonia en los Juegos Olímpicos de Melbourne 1956
Polonia estuvo representada en los Juegos Olímpicos de Melbourne 1956 por un total de 64 deportistas que compitieron en 9 deportes.  
El portador de la bandera en la ceremonia de apertura fue el atleta Tadeusz Rut.

## Medallistas
El equipo olímpico polaco obtuvo las siguientes medallas:
| Nombre                                                                                           | Deporte      | Competición                    |
| ------------------------------------------------------------------------------------------------ | ------------ | ------------------------------ |
| Oro                                                                                              |              |                                |
| Elżbieta Krzesińska                                                                              | Atletismo    | Salto de longitud F            |
| Plata                                                                                            |              |                                |
| Janusz Sidło                                                                                     | Atletismo    | Jabalina M                     |
| Jerzy Pawłowski                                                                                  | Esgrima      | Sable ind. M                   |
| Marian Kuszewski Zygmunt Pawlas Jerzy Pawłowski Andrzej Piątkowski Wojciech Zabłocki Ryszard Zub | Esgrima      | Sable por eqs. M               |
| Adam Smelczyński                                                                                 | Tiro         | Foso M                         |
| Bronce                                                                                           |              |                                |
| Henryk Niedźwiedzki                                                                              | Boxeo        | Pluma (57 kg) M                |
| Zbigniew Pietrzykowski                                                                           | Boxeo        | Superwélter (71 kg) M          |
| Dorota Jokiel Natalia Kot Helena Rakoczy Danuta Nowak Lidia Szczerbińska Barbara Ślizowska       | Gimnasia     | Equipos (aparatos portables) F |
| Marian Zieliński                                                                                 | Halterofilia | 60 kg M                        |